# 4-三甲基硅氧基苯甲醛
4-三甲基硅氧基苯甲醛是一种有机化合物，化学式为C10H14O2Si。它可由4-羟基苯甲醛和三甲基氯硅烷在吡啶存在下反应制得。它和1,3-丙二硫醇反应，可以得到2-(4-三甲基硅氧基苯基)-1,3-二硫杂环己烷。